# 耶律諧理
耶律諧理（やりつ かいり、生年不詳 - 1026年）は、遼（契丹）の軍人。字は烏古隣。契丹突挙部の出身。

## 経歴
統和4年（986年）、北宋の楊業らが山西に進攻してくると、諧理は耶律斜軫の下で先鋒をつとめ、偵察に功績を挙げた。この年、契丹が北宋を攻撃すると、宋軍が滹沱河で抗戦をはかったため、諧理は精鋭の騎兵を率いて先に渡河し、宋将の康保威を捕らえた。功績により代々節度使の選に与るよう命じられた。
太平元年（1021年）、突挙部節度使に転じた。太平6年（1026年）、蕭恵の下で甘州を包囲攻撃したが、勝利できなかった。阻卜が三剋軍を包囲したため、諧理は都監の耶律涅魯古とともに救援におもむいた。可敦城の西南で遭遇戦となり、流れ矢に当たって死去した。

## 伝記資料
- 『遼史』巻85 列伝第15